# 다라 황

다라 황

다라 황(Dara Huang, 1982년 또는 1983년 ~ )은 영국계 미국인 건축가이다. 2013년에 그녀는 건축 및 디자인 회사인 디자인 하우스 리버티를 설립했다. 그녀는 사용하지 않는 상업용 부동산을 공동 생활 공간으로 전환하는 비바하우스의 공동 창립자이다. 황은 2008년 뭄바이 테러의 생존자이다. 황의 아들인 크리스토퍼 울프 마펠리 모치는 요크 공녀 베아트리스의 의붓아들이다.